# КВ-1К
КВ-1К — опытный советский тяжелый танк, разработанный в 1941-1942 годах преподавателем кафедры артиллерии ВАММ им. Сталина инженером-подполковником В. И. Александровым на базе КВ-1 и построенный весной 1942 года на Опытном заводе №100 под руководством А.С. Ермолаева. Серийно не производился, был построен один прототип.

## История
Опытный образец танка КВ-1К, с установленной на нём системой КАРСТ-1, с 7 по 31 августа 1942 г. прошел испытания на Чебаркульском полигоне стрелкового вооружения РККА. По результатам испытаний было сделано заключение о возможности установки системы на любом типе танка и рекомендовано её серийное производство и установка на танк КВ-1С. Несмотря на это, дальнейшие работы по монтажу на танки реактивных установок развития не получили.

## Конструкция
Модификация заключалась в установке на танк системы КАРСТ-1 (короткая артиллерийская ракетная система танковая), состоявшей из четырёх орудий смонтированных попарно на надгусеничных полках танка (по два орудия на каждую полку). Корпус орудия был изготовлен из листов стали толщиной 10- и 30-мм. Внутри него были установлены направляющие для двух 132-мм реактивных осколочно-фугасных снарядов М-13. Передние орудия имели угол возвышения +3°. а кормовые - +4°. Выстрел производился с помощью электрозапала.